# Charles Dwight Marsh
Charles Dwight Marsh (ur. 20 grudnia 1855 w Hadley, Massachusetts, USA, zm. 1932) – amerykański zoolog, karcynolog. 

## Życiorys
Syn J. Dwighta Marsha i Sarah z domu Ingram. W 1877 zdobył tytuł bakalaureata w Amherst College, a w 1880 uzyskał tytuł magistra. 27 grudnia 1883 ożenił się z Florence Lee Wilder. Od 1883 do 1889 był nauczycielem biologii i chemii w Ripon College w Wisconsin, a następnie do 1904 tylko biologii, pomiędzy 1900, a 1904 pełnił funkcję dziekana. W 1904 uzyskał tytuł doktora filozofii w zakresie botaniki na Uniwersytecie w Chicago, a następnie przez rok wykładał biologię w Earlham College. W 1905 został zatrudniony przez Biuro Uprawy Roślin Przemysłowych w Departamencie Rolnictwa Stanów Zjednoczonych, gdzie powierzono mu prowadzenie badań nad fizjologią roślin toksycznych i trujących uprawianych w USA. Od 1915 do przejścia na emeryturę w 1931 kierował Zakładem Produkcji Zwierzęcej, w 1927 uzyskał tytuł doktora honoris causa Uniwersytetu w Chicago. 

## Praca naukowa
Poza pracą nad fizjologią roślin prowadził prace badawcze nad planktonem i skorupiakami żyjącymi w wodach słodkich. Od stycznia do lutego 1912 badał akweny strefy Kanału Panamskiego, jej efektem był bogaty materiał który został przez Charlesa Dwighta Marsha przebadany i opisany. W uznaniu zasług na polu badań nad skorupiakami otrzymał tytuł honorowego kustosza sekcji karcynologicznej w Muzeum Historii Naturalnej w Waszyngtonie.

## Publikacje
- The plankton of Lake Winnebago and Green Lake /1904/;
- The loco-weed disease of the plains /1909/;
- Stock-poisoning plants of the range /1924/;